# 16 de maig
El 16 de maig és el cent trenta-sisè dia de l'any del calendari gregorià i el cent trenta-setè en els anys de traspàs. Queden 229 dies per a finalitzar l'any.

## Esdeveniments
Països Catalans
- 1672 - Rià i Cirac (el Conflent): el rei de França Lluís XIV fa enderrocar el castell on va néixer Guifré el Pilós el 852.

Resta del món
- 1792 - Venècia, Itàlia: S'inaugura el Teatre de La Fenice, amb una òpera de Giovanni Paisiello.[1]
- 1795 - La Haia (República Batava): se signa el Tractat de la Haia de 1795 entre la República de Batava i la República Francesa, pel qual la primera cedeix alguns territoris a la segona.
- 1868 - Praga (Imperi Austrohongarès): estrena de Dalibor, òpera en tres actes de Bedřich Smetana, amb llibret de Josef Wenzig, al Teatre Novomestské.
- 1895 - La Haia (Països Baixos): se signa el Tractat de la Haia de 1895 pel qual s'estableixen les fronteres de les colònies a l'illa de Nova Guinea.
- 1929 - Los Angeles (EUA): Primer lliurament dels Premis Oscars.[2]
- 1975 - Serralada de l'Himàlaia: la muntanyenca japonesa Junko Tabei esdevé la primera dona a coronar el cim de l'Everest.[3]
- 2007 - L'Assemblea General de Nacions Unides proclama el 2008 com a Any Internacional dels Idiomes per tal de fomentar el multilingüisme, la unitat i la comprensió internacional.
- 2009 - Vila-real (País Valencià): El Barça guanya la seva 19a lliga espanyola. Ho va fer després de la derrota del Madrid al camp del Vila-real per 3-2.
- 2012 - La Haia (Països Baixos) - Inici del judici de Ratko Mladić pel Tribunal Penal Internacional per a l'antiga Iugoslàvia.
- 2015 - Mohamed Morsi, expresident d'Egipte, és condemnat a mort per revelar secrets d'estat.
- 2021 - Göteborg, Suècia - El Futbol Club Barcelona femení guanya la Lliga de Campions Femenina de la UEFA de la temporada 2020-2021 després de vèncer el Chelsea FC per 0 gols a 4.[4]

## Naixements
Països Catalans
- 1616 - Serrallonga (Vallespir): Antoni Pau Centena, religiós establert a Barcelona.
- 1825 - Palma: Marià Aguiló i Fuster, poeta, bibliògraf i lingüista mallorquí.[5]
- 1887 - Barcelona: Maria Rusiñol i Denís, pintora, poeta i novel·lista catalana (m. 1972).[6]
- 1891 - Alacant: Maria Ros, soprano valenciana (m. 1970).[7]
- 1894 - Barcelona: Joan Salvat-Papasseit, escriptor.[8]
- 1899 - Barcelona: Apel·les Fenosa i Florensa, escultor català, un dels més destacats del segle xx (m. 1988).[9]
- 1902 - Figueres (Alt Empordà): Carles Fages de Climent, poeta (m. 1968).[10]
- 1919 - Barcelona: Ramon Margalef i López, biòleg, un dels pilars de l'ecologia del segle xx a nivell mundial (m. 2004).[11]
- 1920 - Mont-roig del Camp (Baix Camp): Antoni Ballester i Nolla, químic i oceanògraf català (m. 2017).[12]
- 1936 - Barcelonaː Dolores Vargas, de sobrenom «la Terremoto», cantant i actriu catalana (m. 2016).[13]
- 1980 - Palmaː Núria Llagostera i Vives, tennista professional mallorquina.[14]

Resta del món
- 1718 - Milà, ducat de Milà: Maria Gaetana Agnesi, matemàtica milanesa, poliglota i polemista il·lustrada (m. 1799).[15]
- 1793 - Piacenza: Benedetta Rosmunda Pisaroni, soprano-contralt italiana (m. 1872).[16]
- 1801 - Florida, Nova York (EUA): William Seward, polític i advocat nord-americà que va ser Governador de Nova York, Secretari d'Estat i precandidat presidencial del Partit Republicà (m. 1872).[17]
- 1821 - Akatovo, Kaluga, Imperi Rus: Pafnuti Txebixov, matemàtic rus (m. 1894).[18]
- 1845 - Khàrkiv, Imperi Rus: Ilià Métxnikov, microbiòleg rus, Premi Nobel de Medicina o Fisiologia de 1908 (m. 1916).[19]
- 1850 - Florència: Ida Baccini, pedagoga, escriptora i periodista italiana (m. 1911).[20]
- 1862 - 
  - Hamburg: Hans Mohwinkel, baríton alemany.
  - Norfolkː Margaret Fountaine, col·leccionista de papallones de l'època victoriana, entomòloga, il·lustradora (m. 1940).[21]
- 1898:
  - Varsòviaː Tamara de Lempicka, pintora polonesa (m. 1980).[22]
  - París (França): Jean Fautrier, pintor i escultor francès. Fou un dels més importants representants del taquisme, tendència dins de l'Art informel (m. 1964).[23]
- 1905 - Grand Island, Nebraska, Estats Units: Henry Fonda, un actor de cinema i teatre estatunidenc.
- 1910 - Sant Petersburg: Olga Bergholz, poetessa soviètica i russa, prosista, dramaturga (m. 1975).[24]
- 1916 - Filadèlfia, Pennsilvània: Milton Babbitt, compositor estatunidenc, màxim abanderat del serialisme integral (m. 2011).[25]
- 1917 - Sayula, Mèxic: Juan Rulfo, escriptor mexicà (m. 1986).[26]
- 1925 - Nashville: Nancy Roman, astrònoma americana, primera dona executiva de la NASA i «mare del Hubble» (m. 2018).[27]
- 1926 - Kalisz, Polònia: Alina Szapocznikow, escultora polonesa, supervivent de l'Holocaust (m. 1973).[28]
- 1927 - Viena, Àustria: Paul Angerer és un compositor i director d'orquestra austríac.
- 1930 - Viena, Àustria: Friedrich Gulda, pianista austríac (m. 2000).[29]
- 1935 - Oslo, Noruega: Stein Mehren, escriptor i poeta noruec.
- 1947 - Dublín (Irlanda): John Bruton (en gaèlic irlandès: Seán de Briotún) polític irlandès, Primer Ministre d'Irlanda (1994-97).[30]
- 1950 - Neuenkirchen (RFA): Johannes Georg Bednorz, físic alemany, Premi Nobel de Física de l'any 1987.[31]
- 1953 - Kitanoumi Toshimitsu, lluitador de sumo i president de l'Associació Japonesa de Sumo.
- 1955 - 
  - Hrodna, Unió Soviètica: Olga Kórbut, gimnasta artística soviètica, guanyadora de sis medalles a la dècada de 1970.[32]
  - Cleveland, Ohioː Debra Winger, actriu nord-americana.[33]
- 1956 - Sham Shui Po, Hong Kong: Alexandra Wong, activista social xinesa.[34]
- 1960 - Mont-real, Canadà: Chester Brown, dibuixant canadenc.
- 1966 - Gary (Indiana), Estats Units: Janet Jackson, cantant de pop afroestatunidenca i actriu de cinema.[35]
- 1970 - Buenos Aires: Gabriela Sabatini, jugadora de tennis argentina, amb dedicació professional.[36]
- 1974 - Faenza: Laura Pausini, cantant, cantautora i productora italiana.[37]
- 1983 - 
  - Kaunas, Lituània: Mindaugas Katelynas, jugador de bàsquet lituà.
  - Beirut, Líban: Nancy Ajram, cantant de música pop àrab.
- 1985 - Chemnitz (Alemanya: Anja Mittag, davantera de futbol amb 140 internacionalitats i medallista olímpica.[38]

## Necrològiques
Països Catalans
- 1675 - Perpinyà (el Rosselló): Francesc Puig i Terrats (angelets de la terra), penjat i esquarterat per les autoritats franceses.
- 1910 - Barcelona: Pere Borrell del Caso, pintor.
- 1939 - Sant Adrià de Besòs: Ramona Peralba Sala, teixidora i activista republicana, una de les dotze dones de la Presó de les Corts executades al Camp de la Bota pel règim franquista (n. 1904).[39]
- 1989 - Cadaqués, Alt Empordà: Anna Maria Dalí i Domènech, germana de Salvador Dalí (n. 1908).[40]
- 2002 - Valènciaː Matilde Llòria, poeta valenciana que desenvolupà la seua obra en català, castellà i gallec (n. 1912).[41]

Resta del món
- 1669 - Roma (Estats Pontificis): Pietro da Cortona, arquitecte i pintor barroc (n. 1596).[42]
- 1693 - Goa (Xina): Philippe Couplet, també conegut com a Philip Couplet o Philippus Couplet, jesuïta flamenc, missioner a la Xina de la dinastia Qing durant el regnat dels emperadors Shunzhi i Kangxi (n. 1623).[43]
- 1696 - Madrid: Marianna d'Àustria, arxiduquessa d'Àustria, reina consort de la Monarquia Hispànica i regent (n. 1634).[44]
- 1703 - París: Charles Perrault, escriptor francès (n. 1628).[45]
- 1830 - Auxerre, Regne de França: Jean-Baptiste-Joseph Fourier, matemàtic, físic i egiptòleg francès (n. 1768).
- 1841 - Parísː Marie Boivin, llevadora francesa, inventora, i escriptora sobre obstetrícia (n. 1773).[46]
- 1860 - Londres: Anne Isabella Byron, poeta, matemàtica i activista social antiesclavista, i mare d'Ada Lovelace (n. 1792).[47]
- 1947 - Cambridge (Anglaterra): Frederick Gowland Hopkins, bioquímic i metge anglès, Premi Nobel de Medicina o Fisiologia de 1929 (n. 1861).[48]
- 1950 - Nova York: Alice Kober, filòloga i arqueòloga estatunidenca, posà les bases per desxifrar l'escriptura lineal B (n. 1906).[49]
- 1952 - Nova Orleans, EUAː Frances Benjamin Johnston, fotògrafa pionera estatunidenca, primera dona fotoperiodista (n.1864).[50]
- 1953 - Samois-sur-Seine, París: Django Reinhardt, guitarrista de jazz (n. 1910).[51]
- 1965 - São Paulo, Brasil: Maria Oloneva, ballarina, coreògrafa i directora de ballet russa (n. 1905).[52]
- 1984 - Davos, Grisons, Suïssa: Irwin Shaw, escriptor, guionista i productor estatunidenc (n. 1913).[53]
- 1995 - 
  - Alcobendas, Espanya: Lola Flores, cantant i ballarina de flamenc espanyola (n. 1923).[54]
  - Viena (Àustria): Gertrude Grob-Prandl, soprano alemanya (n. 1917).[55]
- 2007 - Londres: Mary Douglas, antropòloga britànica, coneguda pels seus treballs en cultura humana i simbolisme (n. 1921).[56]
- 2019 - Nova York, EUA: Ieoh Ming Pei, arquitecte estatunidenc d'origen xinès (n. 1917).[57]
- 2021 - Sao Paulo, Brasil: Bruno Covas, advocat i polític brasiler. (n. 1980)[58]

## Festes i commemoracions
- Santoral: sant Teodor de Tabenna (a Orient); Brandan de Conflert, monjo; Honorat d'Amiens, bisbe; Germeri de Tolosa, bisbe; Ubald de Gubbio, bisbe; Simó Stock, carmelita; Joan Nepomucè, prevere i màrtir.
- Dia Internacional de la Malaltia Celíaca[59]
- Dia Internacional de la Llum.[60]
- Dia Internacional de la Convivència en Pau[61]
- Dia de la resistència romaní[62]